# 6640 Falorni
6640 Falorni este un asteroid din centura principală de asteroizi.

## Descriere
6640 Falorni este un asteroid din centura principală de asteroizi. A fost descoperit pe 24 februarie 1990 la Observatorul San Vittore din Bologna. El prezintă o orbită caracterizată de o semiaxă mare de 2,27 ua, o excentricitate de 0,07 și o înclinație de 5,2° în raport cu ecliptica.